# 基督徒区

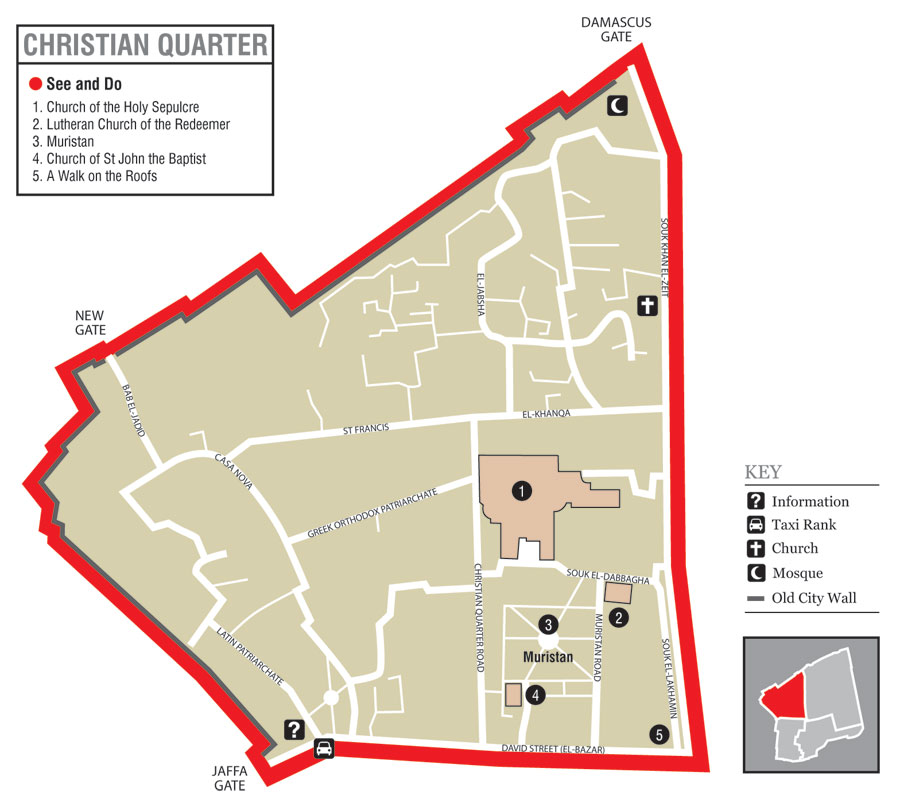
基督徒区地图

基督徒区 (阿拉伯语：‎) 是耶路撒冷旧城的四个分区之一，另外三个是犹太区、穆斯林区和亚美尼亚区。基督徒区位于旧城的西北部，西面沿着旧城西城墙，从新门到雅法门，北面沿着旧城北城墙，从新门到大马士革门，南面沿着雅法门 - 西墙连线，与亚美尼亚区毗邻， 东面到大马士革门一线，与穆斯林区毗邻。基督徒区有大约40处基督教圣地，其中包括基督教最神圣的地点之一：圣墓教堂。
基督徒区的中心是圣墓教堂。环绕这座教堂还有其他的教堂和修道院。该区只有少量的住宅房屋，大多集中在东南面耶利哥门附近。基督徒区大多为宗教建筑，其次为教育建筑，例如路德会学校和圣皮埃尔学校。 
教会建筑占据了该区的大部份。除了圣墓教堂占地最广以外，希腊东正教宗主教区、方济各会修道院, San Salvatore 和拉丁宗主教区也占据了大片地方。
基督徒区还拥有许多纪念品商店，咖啡馆，餐馆和旅馆。商店大多集中在市场街，大卫街，和基督徒路。教会兴建了一些旅馆以容纳游客住宿（如 Casa Nova和希腊天主教旅馆）。有些则是私人旅馆。 
基督徒区还拥有一些小型博物馆（如希腊东正教宗主教区博物馆). 在该区的西南部有一个池塘名为Hezkiyahu，用来存储该地区雨水。 
在19世纪，欧洲国家在耶路撒冷扩大了影响，在基督徒区兴建了一些建筑。奥斯曼帝国当局试图阻止欧洲的影响力，制定在该地区购买土地的规则。但是，一些国家元首，例如德国的威廉二世和奥地利帝國的弗朗茨·約瑟夫二世親自干預，使得这些国家的宗教机构得以兴建一些建筑物。
到19世纪末，基督徒区已经没有空地可供发展。同一时期，苏伊士运河刚刚开通，许多基督徒前往圣地旅行。这导致欧洲列强之间在耶路撒冷的影响力和竞争加剧。法国建立了医院、修道院，还在旧城外毗邻基督徒区的地方（称为法国区）为游客兴建了旅馆。在他们之前，俄国人在附近兴建了俄国大院。
这时，城墙成为基督徒区与新开发地区之间沟通的障碍，游客必须绕道雅法门或大马士革门。1898年，奥斯曼帝国接受了欧洲国家的要求，开辟新门以连接新开发区域。

## 重要建筑

### 教堂
- 圣墓教堂
- 路德会救赎主堂
- 施洗约翰教堂
- 亚历山大·涅夫斯基主教座堂

### 修道院
- Deir al-Sultan 修道院
- 圣救主修道院

### 清真寺
- 奥马尔清真寺

### 犹太会堂
- Yanina 犹太会堂

### 市场
- 医院区